# BLS BCFe 4/8
 (janvier 2023).
Les BCFe 4/8, renommées ABDe 4/8 à partir de 1962, sont des automotrices-doubles du groupe BLS avec deux bogies moteurs situés au milieu du véhicule. Elles différaient techniquement et visuellement des « Flèches bleues (de) » qui les avaient précédées, mais étaient toutefois interchangeables avec ces dernières[réf. souhaitée]. Ces véhicules couvraient une majeure partie du trafic régional.
En raison du manque de place dans les automotrices BCFZe 4/6 et CFZe 2/6, le Groupe BLS se procura de 1945 à 1964 un total de 13 ABDe 4/8, qui firent partie de l'image de l'entreprise durant de nombreuses années. La plupart des autres chemins de fer privés suisses renoncèrent à ce type d'automotrice-double et privilégièrent des trains-navettes, composés de voitures classiques et qui pouvaient également être utilisés avec des locomotives[réf. nécessaire].
Avec l'introduction de la numérotation UIC, ces véhicules reçurent la désignation ABDe 535.

## BCFe 4/8 741-743
Les trois automotrices de la première série furent commandées respectivement pour les compagnies SEZ (Spiez-Erlenbach-Zweisimmen), GBS (Gürbetal–Berne–Schwarzenburg) et BN (Berne-Neuchâtel). Une vitesse de pointe de 110 kilomètres par heure était suffisante pour leurs itinéraires. Elles furent en outre conçues pour un seul conducteur. Les véhicules furent construits et livrés par la Société Anonyme des Ateliers de Sécheron (SAAS) et la Société Industrielle Suisse (SIG) de Neuhausen am Rheinfall.
La BCFe 4/8 742 porta une livrée bleu clair expérimentale (au lieu de bleu outremer) de 1947 à 1951. En 1955, un pantographe fut retiré à toutes les automotrices et la disposition des sièges en deuxième classe passa de 3 + 2 à 2 + 2. Entre 1966 et 1967, alors que les véhicules étaient désormais désignés ABDe 4/8, les bogies porteurs SIG d'origine avec suspension à barre de torsion sont remplacés par des bogies de voitures unifiées de Type I (VU I). En raison du plus grand diamètre de roue (910 mm contre 870 mm originellement), les extrémités de la voiture étaient donc légèrement surélevées. La commande multiple, existant à l'origine, fut supprimée.

Images de BCFe 4/8 741-743
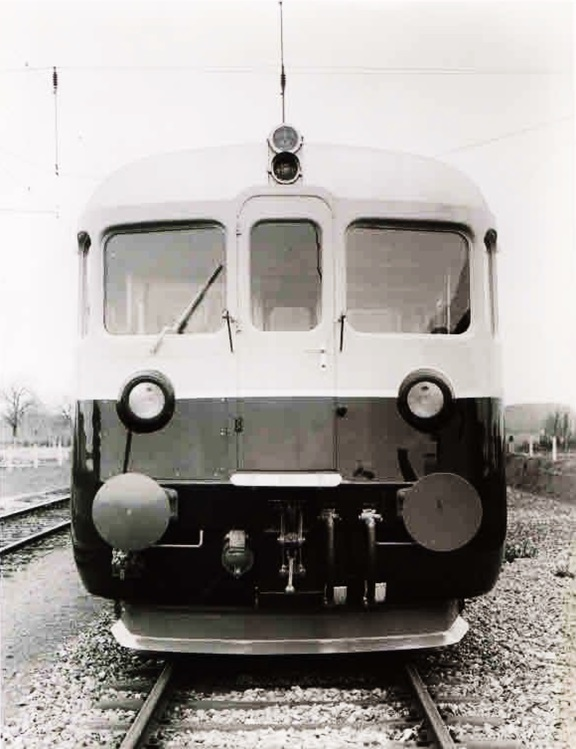
BCFe 4/8 741
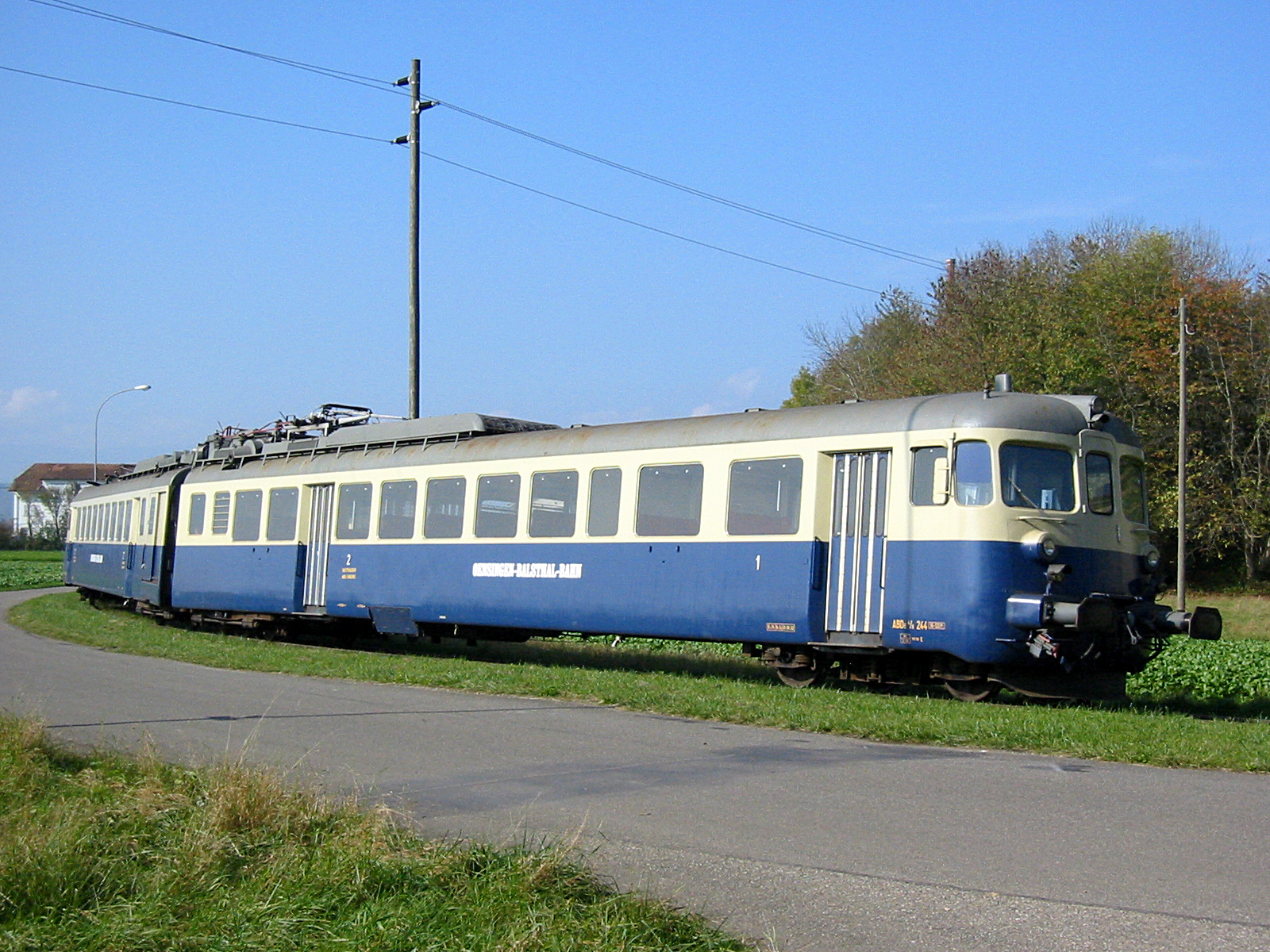
ABDe 4/8 n° 244 de l'OeBB.
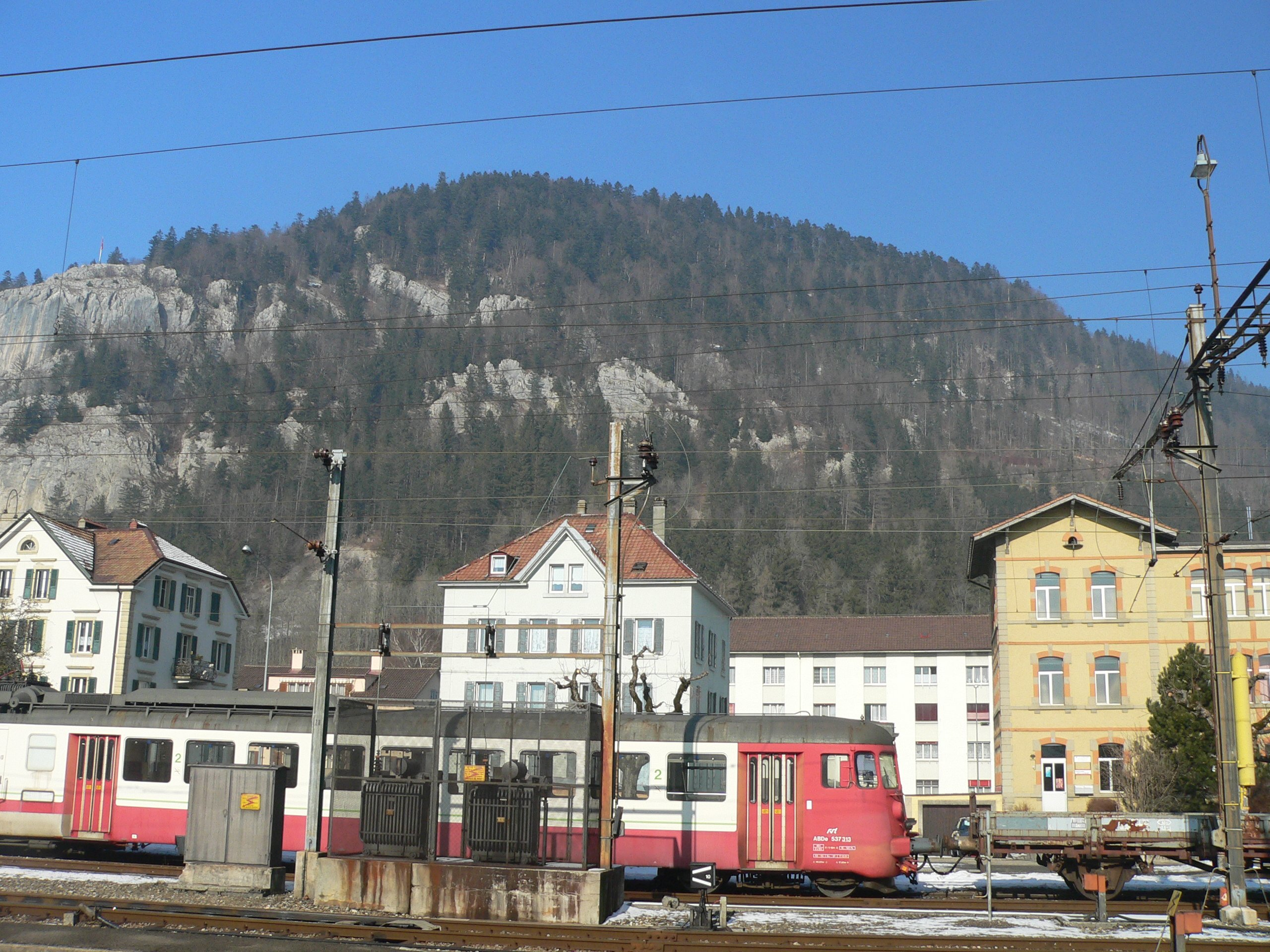
L'ancienne BCFe 4/8 743 utilisée comme ABDe 537 313 au RVT.

## BCFe 4/8 746-748

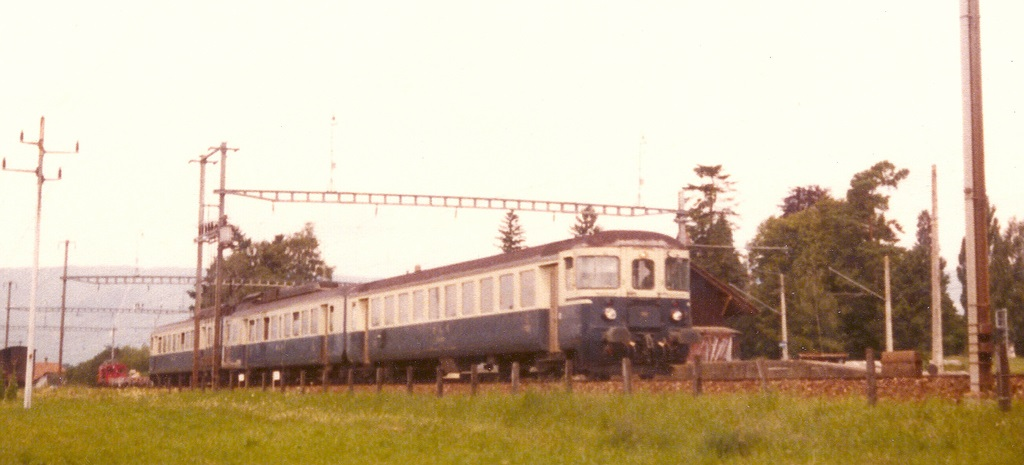
Train navette avec l'ABDe 4/8 748, voiture pilote Bt en tête, à Ins. La Bt a la même cabine que les ABDe 4/8 751-755.

Entre 1954 et 1955, le BLS mit en service les BCFe 4/8 746-748. Les trois automotrices étaient légèrement plus longues que leurs prédécesseurs, alors que la puissance avait été portée à 1200 CH. Comme particularité, cette série disposait d'un petit compartiment de deuxième classe avec deux bancs d'angle de 5 Sièges avec une table chacun. La partie mécanique provenait de SIG, tandis que l'équipement électrique était fourni par SAAS et Brown, Boveri & Cie (BBC). L'assemblage final fut réalisé par l'atelier BLS de Spiez. Le transformateur et d'autres parties de l'équipement électrique provenaient des  Ce 2/4 781 à 783, mises hors service en 1954. Il était prévu à l'origine d'équiper cette série d'un convertisseur 3000 V  courant continu en 15 kV 16 ⅔ Hz et de pouvoir rouler sous le 3000 V et atteindre Stresa. Les autorails étaient utilisés dans le trafic régional entre Thoune et Brigue.
Lorsque l'augmentation du trafic dans le Gürbetal et sur la ligne du Lötschberg exigea des trains à trois voitures, l'équipement électrique (datant de 1910) fut remplacé en 1965 et la puissance passa de 1200 à 1600 CH. À partir de 1970, la cabine du conducteur de la voiture II fut retirée et remplacée par une plate-forme de voiture unifiée (VU) avec des soufflets d'intercirculation en caoutchouc. Par la même occasion, le compartiment de deuxième classe de la voiture I fut remplacé par un compartiment de première classe. Le BLS abandonna ainsi le concept de trains automoteurs (jusqu'à l'acquisition des RABe 525)[réf. nécessaire]. La commande multiple SAAS céda sa place à une commande multiple de Type III, comme dans les automotrices 749 à 755 (voir ci-dessous) et les voitures-pilotes Bt 950 à 991. La vitesse maximale fut portée à 125 km/h et le pantographe parallélogramme remplacé par un pantographe à un seul bras.

## BCFe 4/8 749-750
En 1957, le BLS réceptionna deux autres automotrices doubles, construites par les mêmes entreprises. Les performances des deux véhicules purent être portées à 1600 CH.
En 1967-1968, la cabine de conduite II fut supprimée et remplacée par une plate-forme de VU avec des soufflets d'intercirculation en caoutchouc, ce qui signifiait que les véhicules étaient désormais complétés par une voiture de contrôle. Dans le même temps furent installées de nouvelles portes latérales et des bogies de VU I avec un diamètre de roue de 910 mm (remplaçant les bogies d'origine avec suspension à barre de torsion et diamètre de roue de 920 mm). La vitesse maximale passa de 110 à 125 km/h, afin que les autorails puissent fonctionner dans la série R. Enfin, le pantographe parallélogramme fut remplacé par un pantographe à un seul bras.

## ABDe 4/8 751-755

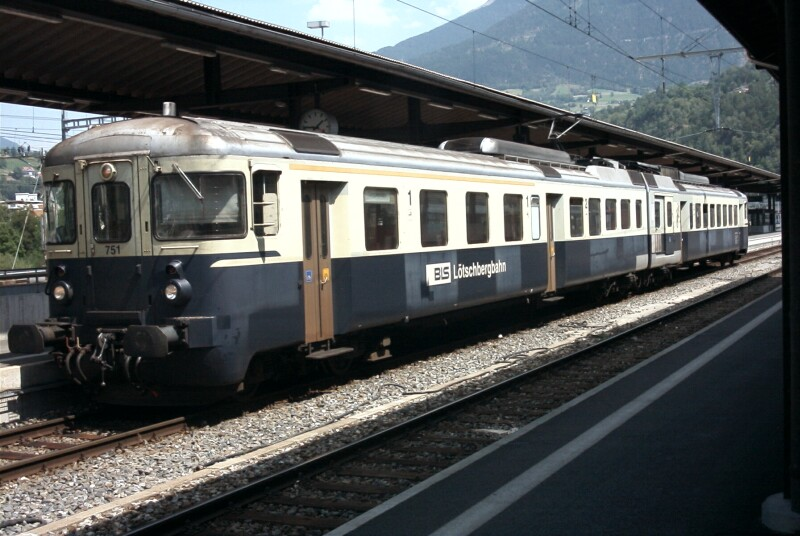
ABDe 4/8 751 en 2003 à Brigue

Cette dernière série, achetée par tous les chemins de fer du groupe BLS en 1964, était un développement des véhicules précédemment livrés. Ces cinq rames automotrices n'avaient plus de fronts inclinés et des soufflets d'intercirculation furent intégrés à leurs extrémités. L'augmentation du trafic dans le Gürbetal signifiait que les véhiculesx étaient complétés par une voiture de contrôle sur cet itinéraire. SIG et BBC à Münchenstein furent à nouveau choisis comme fournisseurs. Pour la première fois, les nouveaux soufflets d'intercirculation BBC furent installés. Une grande partie de la commande multiple III provenait de SAAS en tant que sous-traitant. Les travaux de montage furent également réalisés dans les ateliers principaux du BLS à Spiez.
Plus tard, des redresseurs au silicium et des selfs de lissage furent installés dans les lignes d'alimentation des moteurs de traction et les moteurs à courant alternatif actionnés avec du courant ondulé. Cela atténuait les vibrations désagréables de la caisse qui étaient provoquées par les pulsations de couple des moteurs de traction. Plus tard, les anciens pantographes en losange furent remplacés par de nouveaux pantographes à un seul bras.
le 9 novembre 1993, l'ABDe 4/8 755 et la voiture-pilote Bt 950 entre Spiez et Zweisimmen percuta un camion de l'armée suisse chargé de carburant et qui avait fait une sortie de route. La collision provoqua un incendie qui endommagea tous les véhicules impliqués, à la suite de quoi ils furent démolis.

## Retrait du service et démolitions
En 1991, le BLS put se passer des trois premières unités et les retirer du service. L'ABDe 4/8 741 parvint à l'Oensingen-Balsthal-Bahn (OeBB) en 1991 avec le numéro 745, où elle remplaça la BDe 2/8 203. Mise hors service en 2004, elle fut ferraillée à en 2005. En 1993, l'OeBB récupéra également l'ABDe 4/8 742 (renumérotée 744) en tant que réserve de pièces de rechange. Retirée du service, elle fut récupérée par le Bahnmuseum de Kallnach (de), où elle était encore visible en janvier 2018. L'ABDe 4/8 743 se retrouva quant à elle au Régional du Val-de-Travers (RVT), où elle fut utilisée sous la dénomination d'ABDe 537 313, puis ferraillée en 2018.
L'ABDe 535 747-0 (anciennement 747), fut retirée du service à la suite d'une avarie en 1999 et utilisée comme réserve de pièces de rechange.
La même année, le BLS introduisit les RABe 525 NINA, qui remplacèrent les RBDe 565 dans leur service habituel. Ces derniers véhicules prirent donc la place des ABDe 535, qui se retrouvèrent définitivement sans utilité.
Les ABDe 535 746-2, 750-4, 752-0 et 754-6 furent mises hors service au début des années 2000 et ferraillées à Kaiseraugst. L'ABDe 535 748-8 subit le même sort au printemps 2004. L'ABDe 535 749-6 servit quelque temps à la protection civile de Goppenstein, puis fut également envoyée à la ferraille.
Toujours en 2004, les deux automotrices restantes, à savoir les anciennes 751 et 753, furent retirées du service. Successivement garées à Heustrich-Emdthal, puis à Interlaken Ost, elles furent longtemps exposées aux intempéries, avant d'être elles aussi démolies.